# Zhang Xian
Zhang Xian (chiń. 张娴; ur. 16 marca 1985 w Yunnanie w Chinach) – chińska siatkarka grająca na pozycji libero. Olimpijka z Londynu.

## Sukcesy klubowe
Klubowe mistrzostwa Azji:
- 2012/13

Klubowe mistrzostwa świata:
- 2013/14

## Sukcesy reprezentacyjne
Mistrzostwa Azji:
- 2011
- 2007, 2009

Igrzyska Azjatyckie:
- 2010

Mistrzostwa świata U-18:
- 2001

Puchar Świata w piłce siatkowej:
- 2011